# Фалера (Граубюнден)
Фалера (ромш. Falera) — громада  в Швейцарії в кантоні Граубюнден, регіон Сурсельва.

## Географія
Громада розташована на відстані близько 140 км на схід від Берна, 24 км на захід від Кура.
Фалера має площу 22,4 км², з яких на 2,6% дозволяється будівництво (житлове та будівництво доріг), 60% використовуються в сільськогосподарських цілях, 20% зайнято лісами, 17,3% не є продуктивними (річки, льодовики або гори).

## Демографія
2019 року в громаді мешкало 620 осіб (+7,1% порівняно з 2010 роком), іноземців було 13,5%. Густота населення становила 28 осіб/км².
За віковим діапазоном населення розподілялося таким чином: 18,7% — особи молодші 20 років, 52,9% — особи у віці 20—64 років, 28,4% — особи у віці 65 років та старші. Було 269 помешкань (у середньому 2,3 особи в помешканні).
Із загальної кількості 240 працюючих 29 було зайнятих в первинному секторі, 59 — в обробній промисловості, 152 — в галузі послуг.